# 張清華 (仕紳)

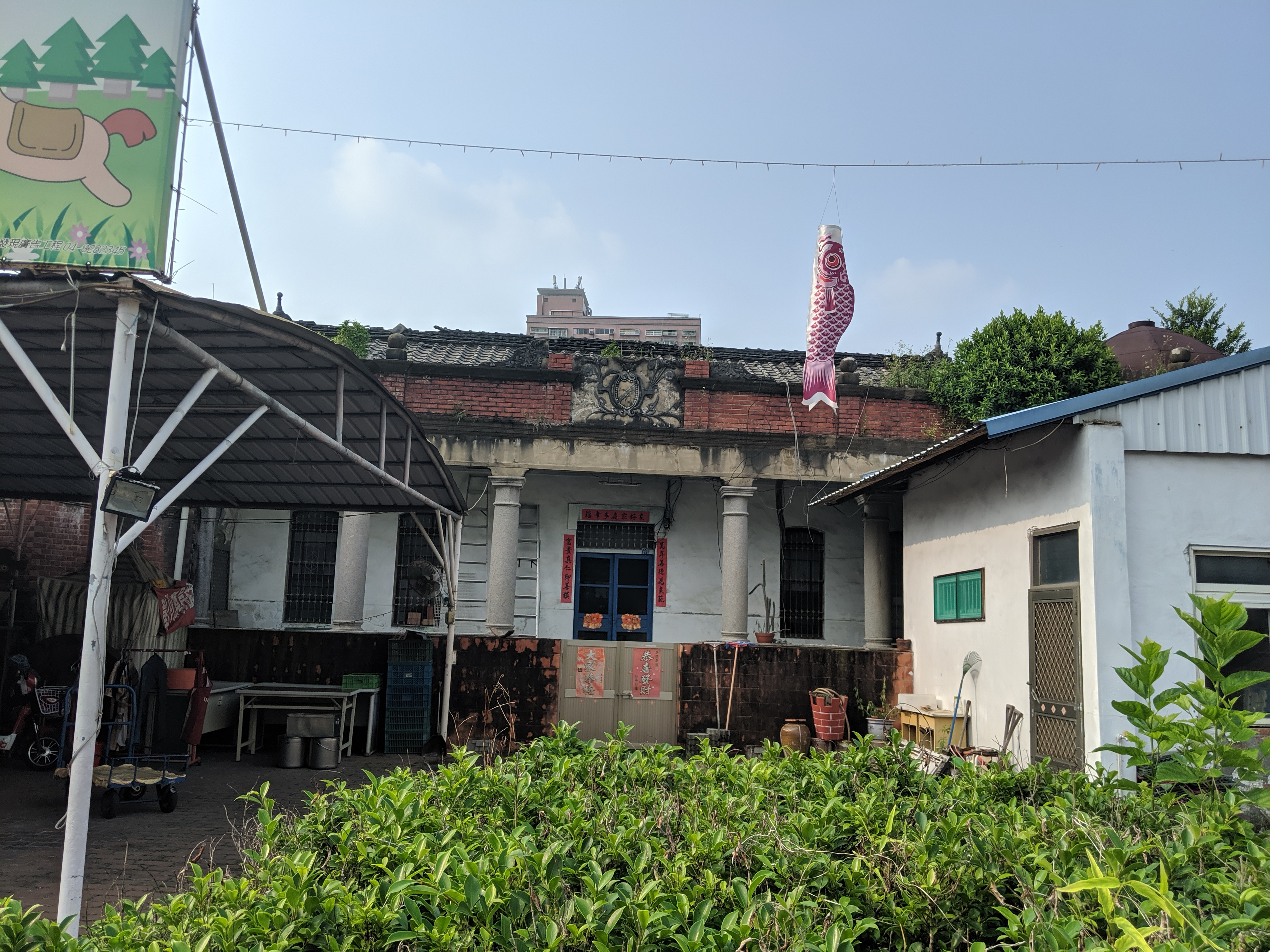
張清華故居

張清華（1884年12月7日—1948年5月18日），臺灣彰化縣員林人，是彰化銀行成立委員之一、「員林信用購買利用組合」（員林市農會前身）的創立者之一，也擔任過員林街長。因為擔任街長一職長達三任，共15年，被稱為「長壽街長」。

## 生平
張清華出生於清光緒十年（1884年），是員林大地主張紹乾次子。年幼時學過漢學，而後又進入員林公學校（今員林國小）讀速成科三年。畢業後經營木材業。
明治卅八年（1905年），「株式會社彰化銀行」成立，張清華是當時的成立委員之一。明治四十年（1907年），他擔任員林第一保保正，並成為員林保甲聯合會會長。大正三年（1914年）3月25日，他與當地人士一起發起設立「員林信用購買利用組合」。而到了大正六年（1917年），臺灣總督府頒發「紳章」給張清華以表彰其貢獻。
大正八年（1919年）9月，他被政府提拔出任為大埔心區長。大正九年（1920年）行政區劃改制後，張清華受臺中州知事派任為員林郡員林街第一任街長。而後在昭和十年（1935年）榮獲「從七位」勳章，同年10月卸任街長一職。因為張清華前後任職三任（1924年第二任，1928年第三任）共15年，所以被稱為「長壽街長」。
在擔任街長期間，他配合員林郡役所於出水坑籌建自來水廠，也爭取將興賢書院一帶作為公園（今員林公園），並掘池儲水以供緊急時救災之用。此外在教育方面，在他任內當地設立了員林公學校柴頭井分教場（今青山國小）與員林小學校，員林公學校增設高等科。此外張清華在自宅也請教師傳授張家子弟漢學，人稱「街長官邸漢學堂」。
而除了政治方面，他在產業界也擔任過許多重要職務，例如羊豬仲買組合長（1914年）、員林農業組合長（1921年）、員林信用購買組合長（1921年）、臺灣殖產株式會社取締役（1922年）等等。他也與人合資創辦「員林製冰株式會社」（1926年），對當地青果業、農產品加工業競爭力的提升有所幫助。
於民國37年（1948年）5月18日年辭世，享年65歲。